# Ota Pavel
Ota Pavel (ursprünglich Otto Popper) (* 2. Juli 1930 in Prag; † 31. März 1973 ebenda) war ein tschechischer Schriftsteller, Erzähler und Journalist und gilt als Begründer der modernen tschechischen Sportpublizistik.

## Leben

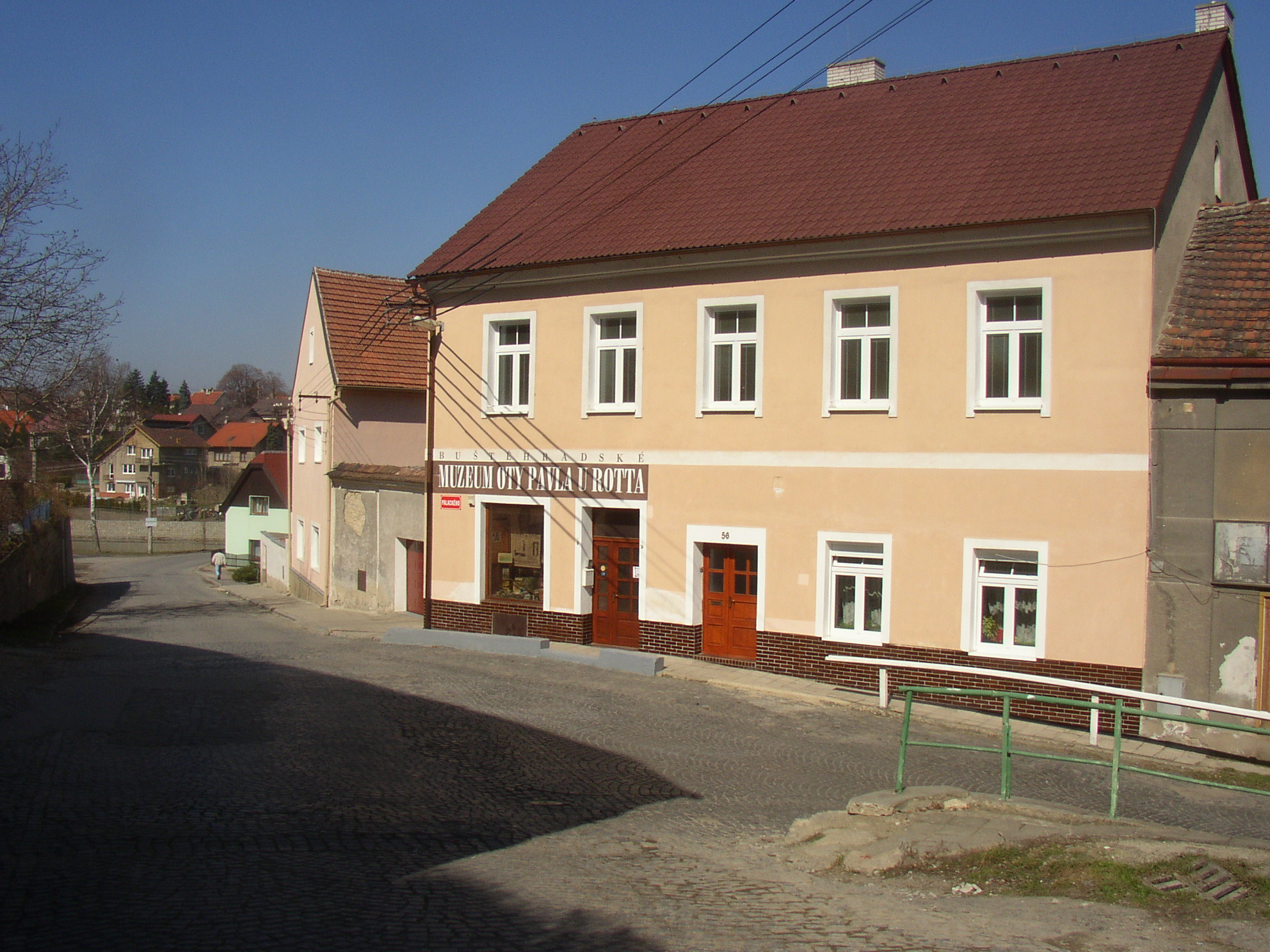
Ota Pavel-Museum in Buštěhrad

Der jüngste Sohn eines Handelsreisenden wurde vom Vater zur Naturliebe und Sport erzogen. Neben Wanderungen und Angeln betrieben sie verschiedene Sportarten, vor allem Fußball und Eishockey. Der jüdische Vater und die beiden Brüder wurden während des Zweiten Weltkrieges in Konzentrationslager deportiert und überlebten. Ota konnte bei seiner christlichen Mutter in der Gegend von Kladno bleiben, weil er noch nicht volljährig war.
Mit dreizehn nahm er seine erste Arbeit als Bergbauarbeiter in Dubí bei Kladno auf. Einem Wunsch des Vaters entsprechend, ließ sich die Familie einen tschechischen Namen geben, aus Popper wurde Pavel. Nach dem Krieg besuchte Ota die Handels- und Sprachschule in Prag, trainierte die Hockeyjugend des Vereins Sparta Prag und nahm kurze Zeit später die Laufbahn eines Sportjournalisten auf. 
Von 1949 bis 1956 arbeitete er beim Tschechoslowakischen Rundfunk und berichtete in Reportagen und Feuilletons über die Spartakiade 1955, die in der Zeitschrift Stadion publiziert wurden, für die Pavel bis 1956 arbeitete. 1957 war er für die Zeitschrift Der tschechoslowakische Soldat (Československý voják) tätig. 1960 legte er sein Abitur an einer Mittelschule für Arbeiter ab. Bis Ende der 1960er Jahre machte er sich als beliebter Sportredakteur einen Namen.
Pavel besuchte als Reporter viele Länder, darunter begleitete er die tschechische Fußballmannschaft der Armee in die USA, besuchte auch die Sowjetunion, Frankreich, Jugoslawien, die Schweiz und Österreich. Während der Olympischen Winterspiele 1964 in Innsbruck erkrankte er schwer an einer manisch-depressiven Psychose (er versuchte einen Bauernhof anzuzünden) und wurde vorzeitig in den Ruhestand versetzt. Trost sucht er in der Natur und beim Angeln und widmet sich trotz seiner Krankheit weiter der Literatur. Sein bester Freund war in dieser Zeit der Schriftsteller Arnošt Lustig.
Ota Pavel starb an einem Herzinfarkt und wurde auf dem Neuen jüdischen Friedhof in Prag-Olšany neben seinem Vater bestattet. 2002 wurde in Buštěhrad ein Museum errichtet, welches seinem Lebenswerk gewidmet ist. Die Ausstellung umfasst zahlreiche Fotografien, Dokumente und persönliche Gegenstände.
Zitat

„Der Sommer fing an, und es war schön. Die Kirschblüten waren abgefallen, und es fielen auch die Blüten von den Birn- und Apfelbäumen, und die Früchte setzten an in jenem dritten Kriegsjahr. Nach Buštěhrad kam er am Nachmittag, und der Rehbock wurde gerecht aufgeteilt. Eine Keule gaben wir dem Bäcker Blaha, der während des Krieges sehr brav zu uns war, eine kam aufs Gut zu den Burgers, die noch braver zu uns waren, und alles Übrige legte Mama in schöne Steinguttöpfe ein, und sie kochte meinen Brüdern Hugo und Jirka Sauce und Beefsteaks, was ihre besondere Spezialität war. Die Jungen stopften sich voll für die kommenden Jahre, um Theresienstadt, Auschwitz, Mauthausen, die Todesmärsche bei dreißig Grad Frost und das Steineschleppen auf der Treppe von Mauthausen bei dreißig Grad Hitze auszuhalten und all die hübschen Sachen, die die Deutschen für sie bereithielten. Hugo kam in ziemlich guter Verfassung zurück. Jirka kehrte aus Mauthausen wieder und wog vierzig Kilo; ein halbes Jahr lang starb er fast noch am Hunger und den Folterungen, bis er endlich wieder anfing, neu zu leben. Niemals hat er mir viel davon berichtet, nur ein einziges Mal, und als wir auf den Rehbock zu sprechen kamen, sagte er: „Vielleicht hat mir gerade dieser Rehbock das Leben gerettet. Vielleicht haben diese letzten Stücke ordentlichen Fleisches bei mir akkurat bis zum Ende vorgehalten.““

## Werke
Seine Sportreportagen waren sachlich und vermieden die Bildung von Legenden und Mythen. Sein Debüt hatte er 1964 mit begleitenden Texten zu Fotografien von Vilém Heckel im Buch Berge und Leute (Hory a lidé). Bekannt wurde er aber erst mit seinem Buch Dukla zwischen Wolkenkratzern (Dukla mezi mrakodrapy), in dem er die Geschichte, Abstieg und Erfolg des Fußballteams FK Dukla Prag beschreibt. In der Zeit nach seiner Pensionierung erschienen zwei seiner bekanntesten Bücher Tod schöner Rehböcke (Smrt krásných srnců) und Wie ich den Fischen begegnete (Jak jsem potkal ryby). Es sind in Ich-Form geschriebene Erinnerungen an seine Jugend und seine Erlebnisse beim Angeln, kontrastiert mit späteren Ereignissen in seinem Leben. 
Sein Gesamtwerk – ein Glaubensbekenntnis an den Sieg des Guten und der Gerechtigkeit – ist nicht allzu umfangreich, besticht aber immer durch Pointen, Witz und sprachliche Qualität.
Deutschsprachige Publikationen
- Wie ich den Fischen begegnete (Originaltitel: Jak jsem potkal ryby, übersetzt von Elisabeth Borchardt) (= Spektrum, Band 97), Volk und Welt, Berlin 1976; Neuauflage: Phileas, Berlin 2005, ISBN 978-3-00-015728-8.
- Der Tod der schönen Rehböcke (Originaltitel: Smrt krásných srnců, übersetzt von Elisabeth Borchardt). Volk und Welt, Berlin 1973; Neuauflage: Büchergilde Gutenberg, Frankfurt am Main 2008, ISBN 978-3-940111-52-4.
- Sonnige Bergwelt, Fotos von Vilém Heckel, Text von Oto Pavel übersetzt von Eva Svorčiková, Artia, Prag 1962, DNB 57719447X.

Sportreportagen und Sporterzählungen
- Dukla mezi mrakodrapy. 1964.
- Plná bedna šampaňského. 1967.
- Pohár od Pánaboha. 1971.
- Syn celerového krále. 1972.
- Pohádka o Raškovi. Über das Leben des Skispringers Jiří Raška, 1974.

Rückblick
- Smrt krásných srnců. 1971.
- Jak jsem potkal ryby. 1974.

Auslesen
- Cena vítězství (1968) – Auszüge aus Dukla mezi mrakodrapy und Plná bedna šampaňského.
- Velký vodní tulák (1980).

Sammlungen
- Fialový poustevník (1977)
- Smrt krásných srnců - Jak jsem potkal ryby (1981)
- Zlatí úhoři (1991)

Sonstige Veröffentlichungen
- Hory a lidé, 1964

Postum veröffentlicht
- Fialový poustevník, 1977
- Sedm deka zlata, 1980
- Veliký vodní tulák, 1980
- Mám rád tu řeku, 1989
- Zlatí úhoři, 1985
- Výstup na Eiger, 1989
- Mám rád tu řeku, 1989
- Jak šel táta Afrikou 1994
- Omyl a jiné povídky, 1995
- Olympijské hry a jiné povídky, 1996

## Filmographie
Seine Werke dienten auch als Vorlagen für Filme und Fernsehinszenierungen:
- Kapři pro wehrmacht, FAMU-Film, 1975 (dt. Karpfen für die Wehrmacht)
- Zlatí úhoři, Fernsehfilm mit Vladimír Menšík in der Hauptrolle, 1979 (dt. Goldene Aale)
- Smrt krásných srnců, FAMU mit Karel Heřmánek in der Hauptrolle, 1986 (dt. Der Tod schöner Rehböcke)
- Pohár za první poločas, Fernsehinszenierung (dt. Pokal für die erste Halbzeit)